# Diecimila.me
Diecimila.me è stato un collettivo autoriale satirico e letterario attivo dal 2012 al 2020, sia online, sull'omonimo blog, che sui media tradizionali. Il collettivo prende il suo nome dalla frase del filosofo greco Eraclito: «Uno è per me diecimila, se è il migliore».

## Storia
Diecimila.me nasce nel 2012 da un'idea di Gaspare Bitetto, con l'obiettivo di rivalutare il blog come piattaforma di comunicazione indipendente a discapito dei Social Network e di rinnovare il panorama satirico online in Italia.
Durante il suo periodo di maggiore attività, tra il 2012 e il 2016, il collettivo ha pubblicato quasi quotidianamente contenuti su temi di politica, sesso, religione e morte (secondo una linea di chiara ispirazione luttazziana), tramite l'utilizzo di numerosi stili espressivi, dai racconti brevi a quelli lunghi, dalle one-liner alle sceneggiature teatrali, dalle illustrazioni ai contenuti multimediali.
Dal 12 novembre 2012 al 25 marzo 2013 il collettivo ha realizzato la rubrica "GR8 a Diecimila Hertz" per RadioRai WebRadio WR8, un giornale radio satirico di taglio umoristico, comico e grottesco. Sempre per WR8, Diecimila.me ha seguito e commentato in diretta la 63ª edizione del Festival di Sanremo.
Il 20 marzo 2013, Diecimila.me lancia su Twitter "@Casalegglo", il fake di Gianroberto Casaleggio. Nonostante lo stile dei tweet "telegrafico e surreale", sono in molti a credere che l'account sia genuino, permettendo così al collettivo di dimostrare le falle della "democrazia dal basso". L'account diventa in breve tempo il primo fake di successo su twitter, trasformandosi successivamente in una collezione di NFT il cui ricavato è stato devoluto all'AIRC.
Dall'account twitter di @Casalegglo vengono realizzati un libro: "Essere CasaleggLo. Fine del mondo in tre, due, uno minuti", pubblicato nel 2013 da ADD Editore, e un corto d'animazione: "Apocalypso - The Future Revolution", parodia dell'apocalittico "Gaia" della Casaleggio Associati.
Nel 2013 l'account di @Casalegglo riceve il premio come Miglior Fake ai Tweet Awards e ai Macchianera Internet Awards, mentre nel 2014, sempre ai Macchianera Internet Awards, riceve il premio per il lancio del miglior hashtag dell'anno: "#VinciamoPoi"
Nel 2014 Diecimila.me pubblica con BUR "La vita è bella ma non ci vivrei. Storie dell'Italia al tempo della crisi", una raccolta satirica di one-liner e racconti.
Nello stesso anno, il collettivo scrive per Moni Ovadia e per la compagnia teatrale "I Sacchi di Sabbia" lo spettacolo teatrale "Marx Reloaded", su scenografie di Milena Petrelli, presentato nell'edizione 2014 dell'Internet Festival di Pisa
Tra il 2014 e il 2015, Diecimila.me lancia la rubrica "Intervallo", una parodia in chiave satirica degli Intervallo Rai, promuovendola su YouTube e su portali come WeFunny.it e Wired.
Nel 2016 il collettivo torna nuovamente a scrivere per il teatro, presentando all'Internet Festival di Pisa lo spettacolo "Contatti", con Iaia Forte, Milena Vukotic, Anna Meacci e la compagnia teatrale "I Sacchi di Sabbia". Successivamente, a causa di numerosi cambi di formazione, Diecimila.me raggiunge uno stallo nelle attività collettive e termina la regolare pubblicazioni di contenuti sul blog a favore di progetti personali dei singoli autori.
Il 15 febbraio 2019, il fondatore Gaspare Bitetto annuncia una breve riapertura del blog in data 30 aprile 2019 col lancio di una raccolta fondi su Facebook. Tra i testimonial compaiono Saverio Raimondo e Immanuel Casto. Concordemente viene pubblicato il terzo libro del collettivo, un Best of dal titolo Wunderkammer.
Nel breve periodo di riapertura, Diecimila.me sceglie di intraprendere una linea editoriale basata su una satira ancora più aggressiva e scorretta, che farà conquistare al collettivo due candidature ai Macchianera Internet Awards 2019 nella categoria "Miglior Articolo".
Il 30 aprile del 2020 il collettivo annuncia il suo scioglimento definitivo con la pubblicazione della sua ultima raccolta dal titolo Banzai con prefazione di Lo Sgargabonzi.

## Libri
- Essere Casalegglo. Fine del mondo in tre, due, uno minuti, ADD Editore, 2013, ISBN 9788867830367.
- La vita è bella ma non ci vivrei. Storie dell'Italia al tempo della crisi (e di Twitter), BUR, 2014, ISBN 9788817074445.
- Wunderkammer, 2019, ISBN 9781091270909.
- Banzai, 2020, ISBN 9798640724196.

## Radio
- GR8 a Diecimila Hertz (Rai WR8 - 2012/2013)
- Festival di Sanremo - backstage (Rai WR8 - 2012/2013)

## Teatro
- Marx Reloaded (2014)
- Contatti (2016)

## Riconoscimenti

### 2012
Macchianera Internet Awards
- Candidatura come Miglior Sito Letterario
- Candidatura come Cattivo più temibile della rete (con la rubrica "Il Merda")

### 2013
Macchianera Internet Awards
- Candidatura come Miglior Sito (unico blog tra i siti candidati)[10]
- Candidatura come Miglior Sito di Satira
- Vittoria come Miglior Fake (con @Casalegglo)
- Candidatura per la Miglior Battuta (con @Casalegglo)
- Candidatura come Miglior Radio-Podcast (con la rubrica "GR8 a Diecimila Hertz")

Tweet Awards
- Vittoria come Miglior Fake (con @Casalegglo)

### 2014
Macchianera Internet Awards
- Vittoria per il Miglior Hashtag (#VinciamoPoi, con @Casalegglo)
- Candidatura come Miglior Sito di Satira
- Candidatura per il Miglior Articolo: "Cristina D'Avena: per una teologia della sua divinità." di Ester Nobile

Tweet Awards
- Vittoria per il Miglior Twitter Collettivo (@diecimilame)

### 2015
Macchianera Internet Awards
- Candidatura come Miglior Sito
- Candidatura come Miglior Sito Umoristico/Satirico
- Candidatura come Miglior Sito Letterario
- Candidatura per la Miglior Battuta (di Gaspare Bitetto e Milena Petrelli)
- Candidatura per il Miglior Articolo: "Andare a vivere all’estero. La prima vera guida sragionata su cosa vi aspetta." di Pierluca Coiro

### 2019
Macchianera Internet Awards
- Candidatura per il Miglior Articolo: "L'era degli influencer si è miseramente conclusa" di Gaspare Bitetto
- Candidatura per il Miglior Articolo: "Lo spoiler come imperativo morale" di Ciro Ascione